# Kv Sparta Nijkerk
Korfbalvereniging Sparta Nijkerk is een Nederlandse korfbalclub uit de gemeente Nijkerk, provincie Gelderland. De club speelt haar thuiswedstrijden op het veld op "Sportpark Luxool". In de zaalcompetitie speelt de club haar wedstrijden voornamelijk in sporthal Watergoor. Omdat er in Nederland meer verenigingen zijn met de naam Sparta wordt door het KNKV de vereniging altijd aangegeven met Sparta (N).

## Geschiedenis
Op 1 juni 1948 richtte de toenmalige Sportvereniging Sparta de afdeling korfbal op. Ondanks een veelbelovende start met 35 leden, liep het aantal korfballers bij SV Sparta in rap tempo terug. 5 jaar na de oprichting waren er nog slechts 13 leden actief. Er werd zelfs even gedacht aan stoppen. De overgebleven 13 leden besloten er samen de schouders onder te zetten. Door hun enthousiasme en verschillende wervingsacties wisten zij de club te laten groeien. In 1958 telde Sparta korfbal alweer 81 leden. Tegenwoordig telt de club meer dan 300 leden.
SV Sparta splitste zich op 29 juni 1993 op in meerdere sportverenigingen zoals VV Sparta Nijkerk, Sparta Basketball en T.V. Sparta. KV Sparta bestaat sinds die datum dan ook officieel als zelfstandige vereniging. 

## Hoofdcoaches
Een overzicht van (voormalig) hoofdtrainers van Sparta 1.
| Periode     | Coach               |
| ----------- | ------------------- |
| 2025 -      | Peter Vedder        |
| 2022 - 2025 | Brenda Voortman     |
| 2019 - 2022 | Coen Hooijer        |
| 2019        | René Slegh          |
| 2017 - 2019 | Jan Tonny Visser    |
| 2014 - 2017 | Hugo van Woudenberg |
| 2010 - 2014 | Daniël de Bruijne   |
| 2008 - 2010 | Rob van Marle       |
| 2006 - 2008 | Jan van Essen       |
| 2004 - 2006 | Kees van Buuren     |
| ? - 2004    | Erwin Ligt          |
| 1987 - 1991 | Jan Hof             |

## Bekende (ex-) Spartanen
- Jan Niebeek
- Sabrina Bijvank
- Jan Hof